# Дело об убийстве Карла Бриджуотера

Карл Бриджуотер

Дело об убийстве Карла Бриджуотера — судебный казус, произошедший в Великобритании и ставший одним из ярких примеров судебной ошибки. В 1978 году по обвинению в убийстве школьника были осуждены четверо мужчин, которые на самом деле были невиновны. Их реабилитация затянулась на долгие годы.

## Фабула
13-летний школьник Карл Бриджуотер подрабатывал разносчиком газет. 19 сентября 1978 года он принёс газету на ферму Ю-Три-Фарм, принадлежащую пожилой супружеской паре, в Стаффордшире около шоссе A449 (примерно в трёх милях к северо-западу от Стоурбриджа). Хозяев не было дома, а их дом в это время грабили. Бриджуотер знал владельцев дома и открытая дверь заставила его забеспокоиться, из-за чего он вошёл в дом, чтобы выяснить, в чём дело. Его насильно потащили в гостиную и там застрелили в упор. Убийца не оставил никаких следов.
Шесть недель спустя, недалеко от места, где произошло убийство, была ограблена другая ферма. Воров поймали, их было четыре — двоюродные братья Хики (17-летний Майкл и 25-летний Винсент), 45-летний Джим Робинсон и 51-летний Патрик Мэллой. Их допросили с применением насилия. В конце концов один из них сказал, что убийство Карла Бриджуотера тоже совершили они. Так двоюродные братья Хики, Робинсон и Мэллой были обвинены в убийстве. Винсент Хики и Джим Робинсон были приговорены к пожизненному заключению с рекомендованным минимальным сроком отбытия не меньше 25 лет, Мэллой — к 12 годам (хотя в 1981 году он скончался от сердечного приступа), Майкла Хики освободили от наказания, потому что в момент совершения преступления ему ещё не исполнилось 17 лет.
Осужденные за убийство Бриджуотера неоднократно держали многодневные голодовки. Об этом деле была написана книга. За освобождение трёх воров на свободе боролись их семьи, журналисты и профессиональные юристы. Было отмечено, что ни одного вещественного доказательства их преступления в ходе следствия обнаружено не было. Приговор был основан на признании обвиняемого, которое, как уже доказано, было сфальсифицировано. Признание Патрика Мэллоя было сфабриковано двумя расследовавшими убийство полицейскими, которые подделали подпись подозреваемого и его показания. Это было доказано спустя много лет при помощи электронного анализа.

### Оправдание
Лишь спустя 18 с половиной лет, в феврале 1997 года, осужденные за убийство были оправданы апелляционным судом и отпущены на свободу. Дело об убийстве Карла Бриджуотера было направлено на доследование, но виновный в убийстве не установлен до сих пор. Однако было отмечено, что Винсент признался в присутствии там, на ферме, что присяжные сочли достаточным доказательством и поэтому вынесли такое решение. Несмотря на это, Королевская служба обвинителей Великобритании решила не устраивать повторное судебное разбирательство с участием Винсента в общественных интересах и не выдвигать против него обвинения в вооружённом разбое.
Винсент сказал: «Мой приговор отменён, и теперь я свободен, насколько я понимаю, это конец». Кампания по оправданию была организована Энн Уилан (матерью Винсента) и журналистом Полом Футом. Проведена подготовительная работа по делу в отношении четырёх стаффордширских полицейских, обвинённых в подмене и подделке доказательств, но в декабре 1998 года оно было закрыто.
1 сентября 2007 года Джим Робинсон умер от рака лёгких в возрасте 73 лет.